# コア無し惑星
コア無し惑星(コアなしわくせい、Coreless planet)は、惑星分化を終えているが、金属質の核を持たない、仮説上の地球型惑星の種類である。惑星は、事実上、巨大な岩石質のマントルとなる。

## 起源
サラ・シーガー (Sara Seager)とリンダ・エルキンス・タントン (Linda Elkins-Tanton)の2008年の論文によると、コア無し惑星は、恐らく2つの経路によって形成される。
1つ目は、完全に酸化された、水を多く含むコンドライト様の物質が融合してできた惑星で、全ての金属鉄はケイ酸塩に取り込まれる。このような惑星は、主恒星から遠く冷たい領域で形成される。
2つ目は、水も金属鉄も多く含む物質が融合してできた惑星である。金属鉄は鉄の核ができる前に水と反応して酸化鉄を形成し、水素を放出する。鉄の小滴は直径1cm以下と小さく、マントルの中によく混ざって捕らえられる。

## 特徴
完全なコア無し惑星は、溶融した核を持たず、そのため磁場も持たない。コアのある惑星と予測されるコア無し惑星の大きさは数%しか違わず、質量と半径の測定だけで太陽系外惑星の内部組成を予測することを難しくしている。